# Montgesty
Montgesty is een gemeente in het Franse departement Lot (regio Occitanie) en telt 280 inwoners (2005). De plaats maakt deel uit van het arrondissement Cahors.

## Geografie
De oppervlakte van Montgesty bedraagt 11,9 km², de bevolkingsdichtheid is 23,5 inwoners per km².

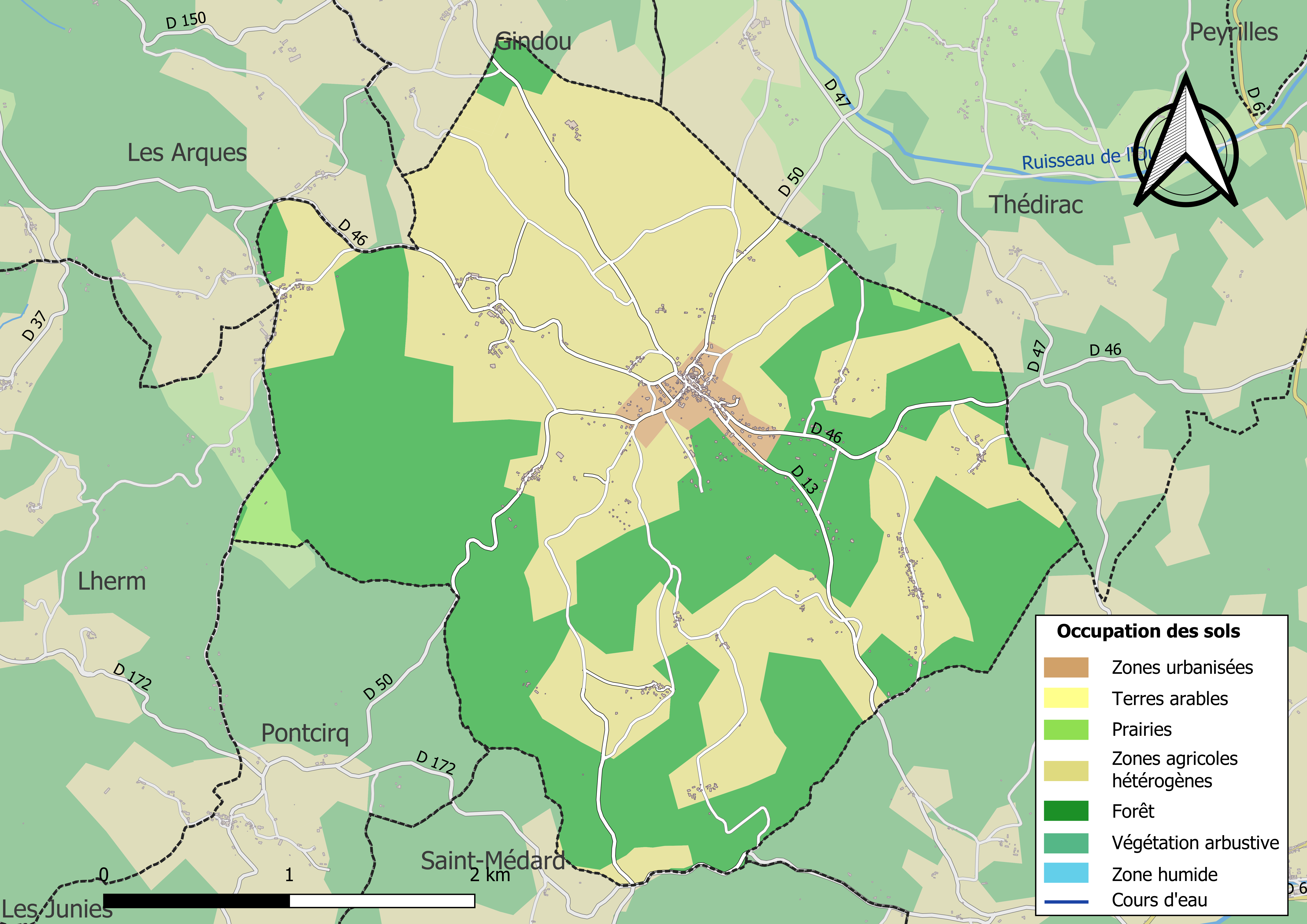
Kaart van de gemeente met de belangrijkste infrastructuur, bodemgebruik en omliggende gemeenten

## Demografie
Onderstaande figuur toont het verloop van het inwonertal (bron: INSEE-tellingen).